# Uroborosz

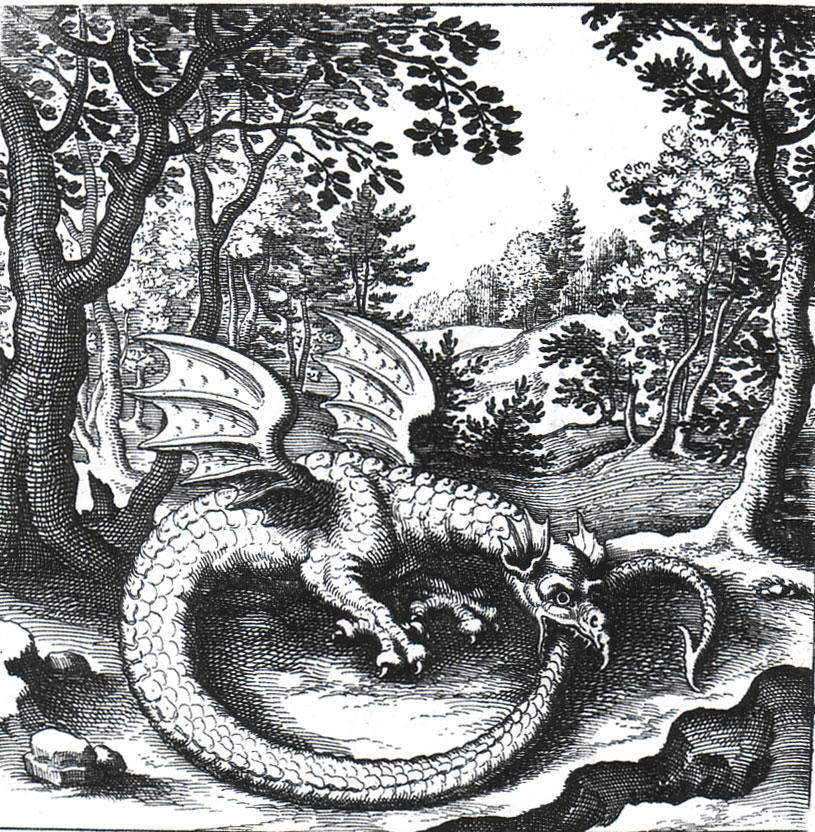
Lucas Jennis (1590–1630):Uroborosz, szörnyeteg ábrázolása testével körülgyűrűzve farkába harap

Az uroborosz egy jelkép: a mitológiában egy saját farkába harapó sárkány vagy kígyó. Az örökkévalóságot jelzi, valamint az örök körforgást és a folyamatos megújulást. Az ókori Egyiptomból ered, megnevezése
οὐροβόρος ókori görög οὐρά (oura), "farok" + βορά (bora), "étel", és a βιβρώσκω (bibrōskō), "Én eszem".
Az alkímiában és gnoszticizmusban használt jelkép.

## Leírása

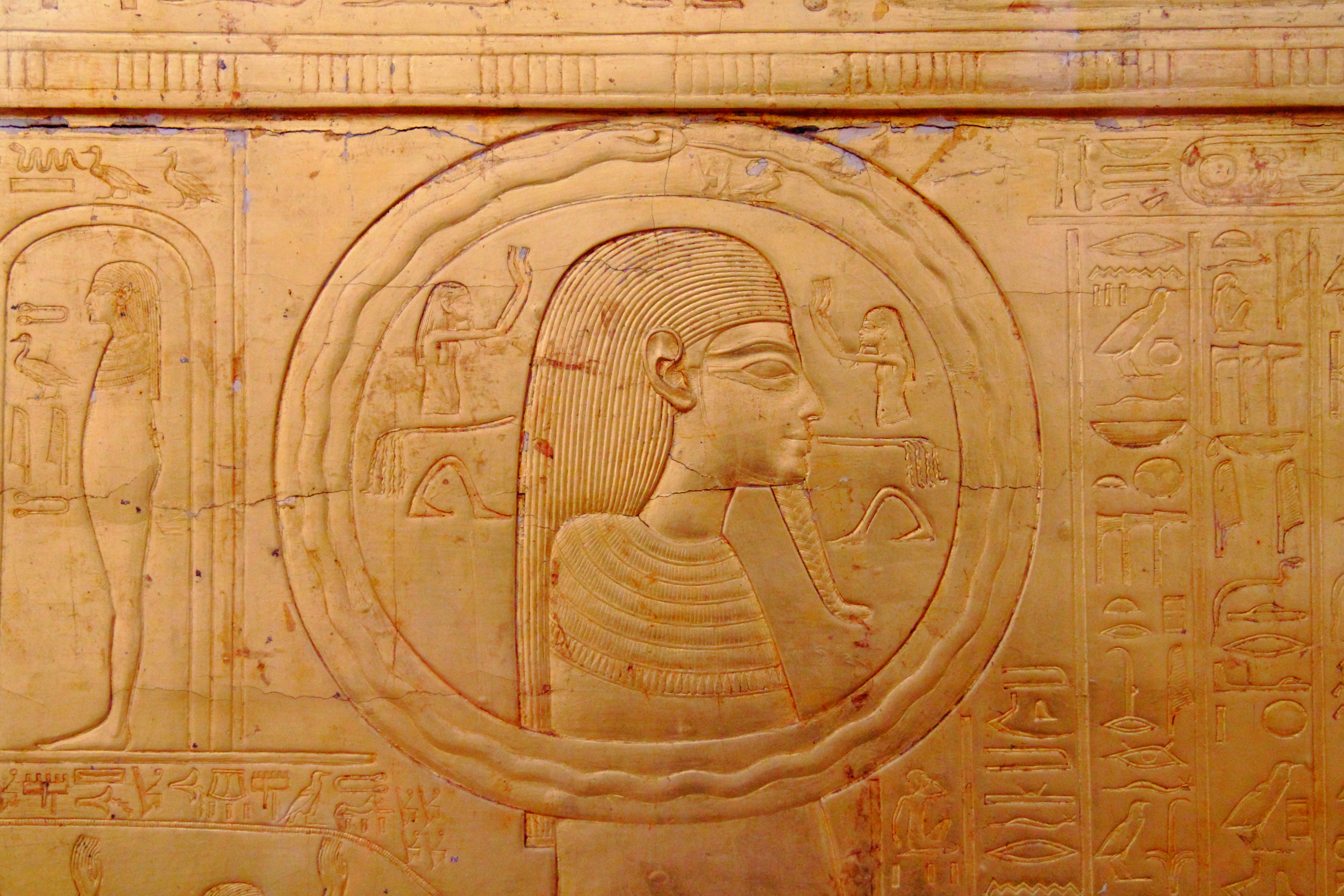
Első ismert ábrázolása Tutanhamon szarkofágján

Az uroborosz egy sokat használt szimbólum; a saját farkába harapó kígyó, vagy sárkány. Ez a szimbólum tulajdonképpen a körnek mint az örök visszatérésnek a megtestesítője, az állandó megújulás jelképe vedlése okán, kör formában ábrázolva a ciklikus ismétlődés, az idők körforgásának, a világok pusztulásának és újrateremtésének, a születésnek és a halálnak, az örökkévalóságnak, a kozmosznak a megtestesítője.

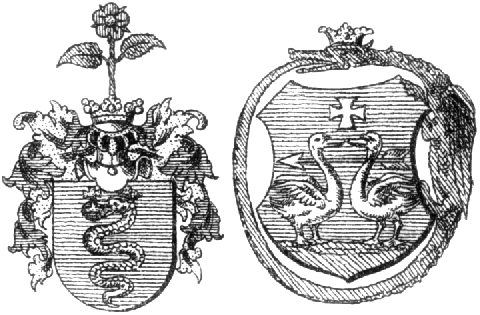
Az itkári Bethlen család címerében a keretező motívum az uroborosz (jobbra)

## Megjelenése a popkultúrában
- A Fullmetal Alchemist anime homunkuluszainak testén látható egy piros uroborosz jel. Ez mindegyik lényen máshol található; általában a jel helyzete utal a homonkulusz legfontosabb tulajdonságára.
- Robert Jordan Az Idő Kereke könyvsorozatában az Aes Sedai-nak nevezett varázslónők uroborosz-gyűrűt hordanak; ez rendjük jelképe is.
- A Gergő és az álomfogók című könyv egyik szereplője Ourobosz.
- A Millennium című amerikai sorozat logóképén egy uroborosz látható.
- Az X-akták című sorozat Soha többé című epizódjában a főszereplő, Scully egy uroborosz-tetoválást tetet a hátára.
- Az Európa Kiadó többrétű, sokszor spirituális jelentéssel bíró dalszövegeinek egyikében, az "A szem és a száj" dalnak egyik sora, a "saját farkába harap a kígyó" egyértelmű utalás az Uroboroszra, az általa jelképezett időtlenségre, végtelenségre,[5]
- A Teen Wolf (Farkasbőrben) című sorozatban a Rettegés Doktorainak (Dread Doctors) a jelképe.
- A Hemlock Grove című sorozatban a "Project Ouboros" egy kísérlet volt, amit Dr Price végzett a Godfrey Intézetben. A sorozatban többször is megjelent a kígyó jelképe.
- A The Originals – A sötétség kora című sorozatban A Sivár (The Hollow) jelképe.
- Supernatural – Odaát című sorozat 14. évadának 14. részének címe és témája Uroborosz.
- The Seven Deadly Sins (Nanatsu no Taizai) - Meliodas bal karján található a szimbólum.
- Altered Carbon (Valós halál) című sorozat
- Mackenzi Lee : Loki - A csínytevő sorsa című könyvben egy a 19. századi London vonzáskörzetében elhaladó vonat oldalán szerepel egy ábra: "a saját farkába harapó kígyó ami egy halálfejet és két keresztbe tett csontot ölel körbe."